# 高幫鞋套

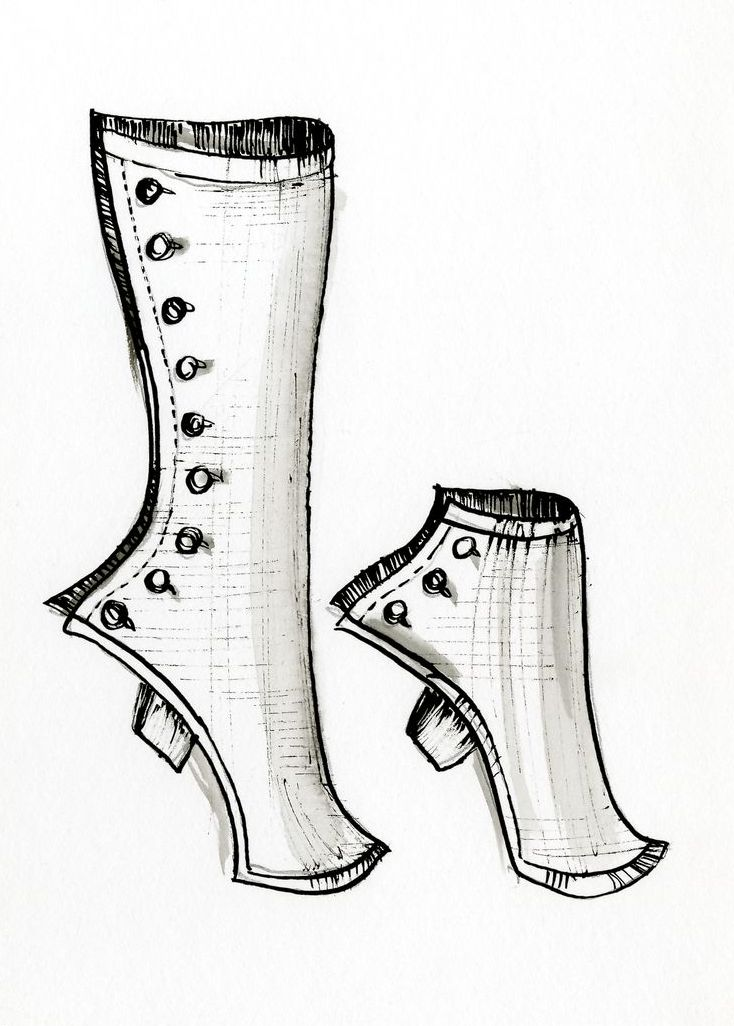
高幫鞋套的图样

高幫鞋套（Gaiters）是一種服飾，主要覆蓋自腳至膝蓋的小腿部分，類似綁腿。高幫鞋套最早多由皮革製成，不過現在則一般多採用聚酯等材料製作。高幫鞋套現在常用於制服當中，此外也經常是騎馬人士的護具的一部分。此外在聖公會中，高幫鞋套是主教的制服的一部分。